# Eucalyptus brownii
Eucalyptus brownii är en myrtenväxtart som beskrevs av Joseph Henry Maiden och Cambage. Eucalyptus brownii ingår i släktet Eucalyptus och familjen myrtenväxter. Inga underarter finns listade i Catalogue of Life.